# Calibrazione
La calibrazione è l'operazione in cui uno strumento di misura viene regolato in modo da migliorarne l'accuratezza. L'operazione richiede il confronto con delle misure di riferimento prodotte utilizzando uno strumento campione.
La calibrazione è un neologismo nato dall'italianizzazione del termine inglese calibration (che in realtà si traduce nell'italiano taratura); il termine inglese che identifica l'operazione descritta in questa voce è adjustment (spesso citato nelle normative internazionali). Nei testi italiani l'operazione è anche chiamata aggiustamento, regolazione o impostazione.

## Definizione
Il testo di riferimento per la definizione dei termini metrologici è il vocabolario internazionale di metrologia (VIM), giunto alla terza edizione. Su questo le operazioni definite in questa voce sono chiamate "...regolazione di un sistema di misura...", ossia «l'insieme di operazioni svolte su un sistema di misura, affinché esso fornisca indicazioni prescritte in corrispondenza di determinati valori di una grandezza da sottoporre a misurazione»

## Differenze tra calibrazione e taratura
È importante distinguere il concetto di calibrazione da quello di taratura:
- la taratura è un'operazione che permette di definire le caratteristiche metrologiche di uno strumento, allo scopo di definirne la precisione;
- la calibrazione ha come obiettivo quello di rendere lo strumento più accurato e spesso, conseguentemente, migliorarne la precisione (in particolare nella strumentazione a lettura diretta).

In altre parole, la prima determina le caratteristiche attuali dello strumento, mentre la seconda le migliora.
Anche se le due operazioni perseguono scopi differenti, di fatto sono strettamente correlate. Questo sia perché nell'esecuzione pratica si assomigliano, sia perché nella corretta gestione della strumentazione, si integrano. Si veda ad esempio il diagramma relativo alla gestione di una conferma metrologica:

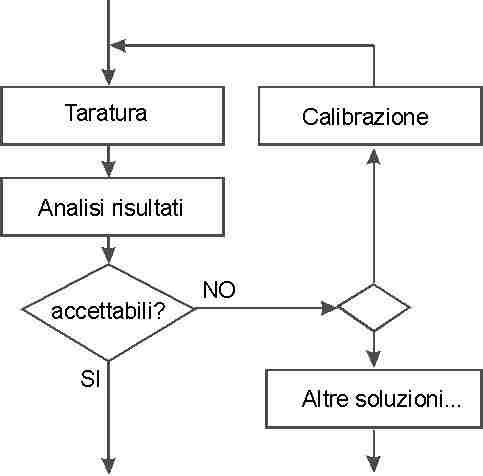
Diagramma relativo alla gestione di una conferma metrologica

Ad esempio, facendo riferimento alla procedura su di una bilancia, la taratura permette, in seguito all'analisi del relativo rapporto, di capire con quale incertezza le sue misure sono attendibili, mentre la calibrazione permette di ridurre gli errori d'accuratezza, e conseguentemente migliorare la sua incertezza strumentale.
I laboratori, una volta attrezzatisi per una delle due operazioni, possono trovare facile e conveniente eseguire anche l'altra.
Le operazioni di calibrazione richiedono conoscenze molto specifiche dello strumento, normalmente in possesso del costruttore e del relativo servizio d'assistenza; infatti, spesso i laboratori di taratura non hanno tali conoscenze, pertanto non si deve dare per scontato che un laboratorio specializzato nella taratura di strumenti, possa fare anche le calibrazioni, a meno della disponibilità di specifica documentazione del costruttore.

## Metodologie di calibrazione
Data la vastità della tipologia di strumentazione e dei relativi sistemi di regolazione, è molto difficile catalogare le metodologie di calibrazione. Ciononostante la calibrazione segue generalmente le seguenti fasi:
1. generazione della grandezza di riferimento, verificata o generata dallo strumento campione;
2. lettura del valore effettivamente visualizzato sullo strumento da calibrare;
3. calcolo dell'errore d'accuratezza;
4. regolazione dello strumento in modo da ridurre l'errore;
5. verifica della correzione.

Una prima differenza si riscontra nella possibilità di unificare fisicamente la fase di misura e quella di regolazione: mentre alcuni strumenti, per la regolazione, richiedono di essere scollegati fisicamente dal sistema, spenti o addirittura smontati, altri ne permettono la regolazione in tempo reale, facendo risparmiare tempo e dunque costi.
In analogia a quanto avviene nella taratura, le metodologie di calibrazione possono anche essere divise a seconda del modo in cui viene applicato il campione:
- a confronto, dove una medesima grandezza viene contemporaneamente letta dallo strumento in calibrazione e da quello campione;
- a sostituzione, dove il campione genera direttamente la grandezza di riferimento che viene fatta misurare allo strumento in calibrazione;
- diretta, complementare alla precedente, dove lo strumento in calibrazione genera la grandezza che viene misurata dal campione.

A seconda delle caratteristiche dello strumento, la regolazione può essere fatta su un solo punto (tipicamente lo zero), su due punti (tipicamente zero e fondo scala), o su più punti all'interno del campo di misura.
Un particolare tipo di calibrazione è quella che è possibile fare su alcuni strumenti elettronici e sulle catene di misura: in questi tipi di strumenti si possono regolare le impostazioni relative all'offset e alla sensibilità del sensore. Basandosi sui risultati di una prima taratura, si correggono opportunamente questi settaggi in modo da migliorare l'accuratezza complessiva del sistema di misura.

## Organi per la calibrazione
A seconda di come è stato progettato e realizzato, uno strumento può essere diviso in due categorie:

### Strumenti dotati di sistemi di regolazione
Gli strumenti appartenenti a questa categoria sono stati progettati per avere dei sistemi (hardware o software) che possano modificare la lettura della grandezza che sono destinati a misurare.
Ad esempio, una bilancia può disporre di viti di registrazione dell'indice per regolare il medesimo sullo "0" della scala in assenza di carichi.

### Strumenti non dotati di sistemi di regolazione
Gli strumenti appartenenti a questa categoria, non sono stati progettati per avere dei sistemi che possano modificare la lettura della grandezza che sono destinati a misurare. La calibrazione può avvenire solo tramite modifiche strutturali allo strumento. Risulta evidente che quest'operazione è pratica solo per i costruttori stessi, mentre può essere molto difficoltosa per altri soggetti.
Ad esempio, un peso può essere calibrato asportando o aggiungendo fisicamente materiale dal corpo dello stesso.
Per quanto detto, ne consegue che in questi strumenti non è sempre possibile o economicamente conveniente la calibrazione.